# ATP Challenger Heilbronn
Die Intersport Heilbronn Open war ein Herren-Tennisturnier der ATP Challenger Tour. Es fand von 1984 bis 2014 jährlich im Tenniscenter Talheim im Talheimer Industriegebiet Rauher Stich, etwa 6 km südlich der Großstadt Heilbronn in Baden-Württemberg, statt. 1988 wurde es in die Turnierserie der ATP aufgenommen. Initiator und Leiter des Turniers war Ulrich Eimüllner. Der jährliche Termin war Ende Januar, gleichzeitig mit Beginn der zweiten Woche der Australian Open. Es nahmen 32 Spieler an der ersten Runde teil, zuvor konnten sich über die Qualifikation vier Spieler für das Hauptfeld qualifizieren, die durch ihre Weltranglistenposition nicht startberechtigt gewesen wären; an vier Spieler, zumeist junge deutsche Talente, vergab das Organisationsteam sogenannte Wildcards, die zur Teilnahme an der ersten Runde ohne vorherige Qualifikation berechtigten. Insgesamt standen drei überdachte Hartplätze zur Verfügung, der Center Court bot Platz für 1700 Zuschauer. Der Gewinner erhielt zuletzt 110 Weltranglistenpunkte, das Preisgeld betrug zuletzt insgesamt 106.500 Euro, außerdem wurde die Unterkunft der Spieler vergütet.
An Challengern nehmen meistens junge Spieler teil, die ihre Karriere noch vor sich haben. Später bekannt gewordene bisherige Sieger sind unter anderem Carl-Uwe Steeb, Michael Stich und Goran Ivanišević.
Das Turnier gehörte zur Tretorn Serie+, Tretorn ist der Name des Spielballs. Im März 2014 gab Eimüllner seinen Rückzug als Turnierdirektor bekannt, was gleichzeitig die Einstellung der Heilbronn Open bedeutet.

## Liste der Sieger

### Einzel
| Jahr | Sieger             | Finalgegner          | Ergebnis             |
| ---- | ------------------ | -------------------- | -------------------- |
| 2014 | Peter Gojowczyk    | Igor Sijsling        | 6:4, 7:5             |
| 2013 | Michael Berrer (3) | Jan-Lennard Struff   | 7:5, 6:3             |
| 2012 | Björn Phau         | Ruben Bemelmans      | 6:74, 6:3, 6:4       |
| 2011 | Bastian Knittel    | Daniel Brands        | 7:64, 7:65           |
| 2010 | Michael Berrer (2) | Andrei Golubew       | 6:3, 7:64            |
| 2009 | Benjamin Becker    | Karol Beck           | 6:4, 6:4             |
| 2008 | Andrei Golubew     | Philipp Petzschner   | 2:6, 6:1, 3:1 aufgg. |
| 2007 | Michael Berrer (1) | Michaël Llodra       | 6:5 aufgg.           |
| 2006 | Robin Söderling    | Tomáš Zíb            | 6:1, 6:4             |
| 2005 | Jiří Vaněk         | Lars Burgsmüller     | 6:2, 6:4             |
| 2004 | Gilles Elseneer    | Lars Burgsmüller     | 3:6, 6:3, 7:65       |
| 2003 | Karol Beck         | Jürgen Melzer        | 6:2, 5:7, 7:65       |
| 2002 | Alexander Popp     | Jürgen Melzer        | 3:6, 6:3, 6:4        |
| 2001 | Michaël Llodra     | Goran Ivanišević     | 6:3, 6:4             |
| 2000 | Magnus Larsson     | Stéphane Huet        | 6:3, 7:61            |
| 1999 | Laurence Tieleman  | Markus Hantschk      | 6:2, 5:7, 6:3        |
| 1998 | Martin Sinner      | Gianluca Pozzi       | 6:0, 3:6, 6:3        |
| 1997 | Henrik Holm        | Hendrik Dreekmann    | 6:3, 2:6, 6:0        |
| 1996 | Chris Woodruff     | Gianluca Pozzi       | 6:3, 6:3             |
| 1995 | David Rikl         | Frederik Fetterlein  | 7:5, 6:3             |
| 1994 | Markus Zoecke      | Cristiano Caratti    | 6:3, 6:4             |
| 1993 | David Prinosil     | Martin Damm          | 6:3, 7:6             |
| 1992 | Karsten Braasch    | Markus Naewie        | 6:7, 6:2, 6:2        |
| 1991 | Diego Nargiso      | Markus Zoecke        | 3:6, 7:6, 6:3        |
| 1990 | Milan Šrejber      | Alexander Mronz      | 7:6, 4:6, 7:6        |
| 1989 | Michael Stich      | Michael Tauson       | 6:3, 6:2             |
| 1988 | Udo Riglewski      | Michael Kupferschmid | 6:3, 6:7, 6:4        |

### Doppel
| Jahr | Sieger                                 | Finalgegner                             | Ergebnis           |
| ---- | -------------------------------------- | --------------------------------------- | ------------------ |
| 2014 | Tomasz Bednarek Henri Kontinen         | Ken Skupski Neal Skupski                | 3:6, 7:63, [12:10] |
| 2013 | Johan Brunström (2) Raven Klaasen      | Jordan Kerr Andreas Siljeström          | 6:3, 0:6, [12:17]  |
| 2012 | Johan Brunström (1) Frederik Nielsen   | Treat Huey Dominic Inglot               | 6:3, 3:6, [10:6]   |
| 2011 | Jamie Delgado Jonathan Marray          | Frank Moser David Škoch                 | 6:1, 6:4           |
| 2010 | Sanchai Ratiwatana Sonchat Ratiwatana  | Mario Ančić Lovro Zovko                 | 6:4, 7:5           |
| 2009 | Karol Beck Jaroslav Levinský           | Benedikt Dorsch Philipp Petzschner      | 6:3, 6:2           |
| 2008 | Rik De Voest Bobby Reynolds            | Igor Kunizyn Aisam-ul-Haq Qureshi       | 7:62, 6:75, [10:4] |
| 2007 | Michael Kohlmann Rainer Schüttler      | Sander Groen Michaël Llodra             | kampflos           |
| 2006 | Christopher Kas Philipp Petzschner     | Lukáš Dlouhý David Škoch                | 6:72, 6:3, [10:4]  |
| 2005 | Sébastien de Chaunac Michal Mertiňák   | Gilles Elseneer Gilles Müller           | 6:2, 3:6, 6:3      |
| 2004 | Mariusz Fyrstenberg Marcin Matkowski   | Lars Burgsmüller Kenneth Carlsen        | 6:3, 6:3           |
| 2003 | Simon Aspelin Johan Landsberg (2)      | Petr Pála Pavel Vízner                  | 6:4, 6:4           |
| 2002 | Aleksandar Kitinov Johan Landsberg (1) | František Čermák Ota Fukárek            | 6:75, 6:3, 6:1     |
| 2001 | Sander Groen Jack Waite                | Petr Luxa David Rikl                    | 1:6, 6:3, 7:64     |
| 2000 | Jan Siemerink John van Lottum          | Magnus Larsson Fredrik Loven            | 7:5, 7:66          |
| 1999 | Michael Kohlmann Filippo Veglio        | Justin Gimelstob Chris Woodruff         | 6:4, 6:73, 7:5     |
| 1998 | Geoff Grant Mark Merklein              | Stefano Pescosolido Vincenzo Santopadre | 6:3, 7:6           |
| 1997 | Olivier Delaître Stéphane Simian       | Patrick Baur Clinton Ferreira           | 6:7, 6:3, 7:6      |
| 1996 | Lorenzo Manta Pavel Vízner             | Diego Nargiso Udo Riglewski             | 6:3, 7:6           |
| 1995 | Saša Hiršzon Goran Ivanišević          | Martin Sinner Joost Winnink             | 6:4, 6:4           |
| 1994 | Ģirts Dzelde Mathias Huning            | Omar Camporese Cristiano Caratti        | 6:4, 6:2           |
| 1993 | Jan Apell Jonas Björkman               | Brian Devening Peter Nyborg             | 6:2, 7:6           |
| 1992 | Doug Eisenman Bent-Ove Pedersen        | Sander Groen Tomas Nydahl               | 6:1, 6:3           |
| 1991 | Diego Nargiso Stefano Pescosolido      | Christian Saceanu Michiel Schapers      | 6:2, 6:2           |
| 1990 | David Rikl Tomáš Anzari                | Byron Talbot Jörgen Windahl             | 6:4, 6:4           |
| 1989 | Michael Stich Martin Sinner            | George Cosac Adrian Marcu               | 4:6, 6:4, 7:6      |
| 1988 | Udo Riglewski Jaromir Becka            | Axel Hornung Andreas Lesch              | 7:6, 4:6, 6:2      |